# Nabil Bahoui
Nabil Bahoui (Stoccolma, 5 febbraio 1991) è un calciatore svedese di origini marocchine, attaccante del Brommapojkarna.

## Caratteristiche tecniche
È un esterno di centrocampo o d'attacco, solitamente utilizzato sulla fascia sinistra, anche se dal 2021 è stato spesso utilizzato come attaccante centrale. Tra i suoi punti di forza vengono annoverati tecnica individuale e velocità.

## Carriera

### Club
Nato in Svezia ma marocchino di origine, nel 2008 ha debuttato nel Brommapojkarna con la prima squadra, facendo il suo esordio nella massima serie svedese l'anno seguente con la stessa maglia. Ha fatto qualche apparizione in rossonero anche nel corso della stagione 2010, poi durante il campionato è stato prestato nelle serie minori al Gröndals IK e al Väsby United.
Rientrato dal prestito con la squadra retrocessa in Superettan, nel 2011 ha collezionato 5 presenze da titolare e 8 a partita in corso, senza mai segnare. Sul finire del torneo ha avuto una brevissima parentesi in prestito all'Akropolis, in terza serie.
Nell'annata 2012 ha segnato 15 reti in 28 partite, aiutando così il Brommapojkarna a tornare nel massimo campionato. L'AIK lo ha ingaggiato a parametro zero e lo ha presentato al pubblico l'8 novembre 2012, nell'intervallo del match di Europa League contro il PSV Eindhoven.
Al suo primo anno con la maglia dell'AIK ha giocato 29 partite, con 7 reti (di cui una all'esordio) e 8 assist all'attivo.
Nonostante il suo ruolo di ala o di centrocampista esterno nel 4-4-2, nel campionato 2014 è stato il miglior marcatore della sua squadra con 14 gol in 26 partite.
Ha confermato la sua vena realizzativa anche nel 2015, segnando 5 reti in 9 incontri, poi a luglio è stato ceduto dall'AIK agli arabi dell'Al-Ahli. Le cifre dell'accordo non sono state ufficializzate: la stampa svedese ha parlato di 1,5 milioni di euro netti all'anno, mentre il suo agente Hasan Cetinkaya si è limitato a dire che Bahoui in un anno di Arabia avrebbe guadagnato quanto in dieci anni di Premier League.
Il 1º febbraio 2016, nell'ultimo giorno della finestra invernale di mercato, si è trasferito ai tedeschi dell'Amburgo dopo aver rescisso con il club arabo. Tra il mese di marzo e quello di maggio ha collezionato 6 presenze in Bundesliga, di cui due da titolare. Proprio nel mese di maggio è stato rimosso dalla prima squadra per scelta del tecnico Markus Gisdol. La stessa sorte è toccata all'ex capitano Johan Djourou e ad Ashton Götz. Il 24 settembre ha giocato comunque un'ulteriore partita, in casa contro il Bayern Monaco.
Nel luglio del 2017 Bahoui è passato a titolo definitivo agli svizzeri del Grasshoppers, firmando fino al 30 giugno 2020. Ad agosto il tecnico Carlos Bernegger è stato esonerato in favore di Murat Yakın, e Bahoui è progressivamente uscito dalle rotazioni.
Il 20 febbraio 2018 l'AIK ha comunicato di aver raggiunto un accordo con la società svizzera, per un prestito con diritto di riscatto fino al 30 giugno. Bahoui è tornato così al suo vecchio club dopo due anni e mezzo lontano dalla Svezia. Al termine di questo periodo, l'AIK ha giudicato eccessive le richieste economiche del Grasshoppers per il trasferimento a titolo definitivo, pertanto il giocatore ha fatto ritorno in Svizzera dove ha ritrovato fin da subito un posto in pianta stabile nell'undici titolare del nuovo tecnico Thorsten Fink. Nonostante abbia giocato 17 partite nelle prime 18 giornate del campionato svizzero 2018-2019, ma il 1º febbraio 2019 ha ottenuto la risoluzione del contratto per proseguire altrove la sua carriera.
Il 18 febbraio 2019 è stato ufficializzato il suo approdo al De Graafschap, squadra stazionata nella bassa classifica di Eredivisie. A seguito della retrocessione del De Graafschap in seconda serie, il giocatore ha lasciato la squadra.
Il 25 luglio 2019 Bahoui è tornato ufficialmente all'AIK per iniziare la sua terza parentesi con il club nerogiallo, firmando a parametro zero un contratto di tre anni e mezzo valido fino al 31 dicembre 2022. L'11 agosto, nella trasferta contro l'AFC Eskilstuna che ha rappresentato il suo ritorno ufficiale nel campionato svedese, si è prima procurato un rigore e poi ha realizzato una doppietta su azione pur essendo entrato in campo al 57' minuto. A fine stagione, nel dicembre 2019, la società ha comunicato che Bahoui avrebbe dovuto saltare buona parte del campionato 2020 per via di una lesione alla parte inferiore del corpo rimediata il precedente 25 settembre contro IFK Göteborg, la quale avrebbe comportato una riabilitazione di otto mesi. Nel corso dell'Allsvenskan 2021 ha segnato invece 10 reti in 27 partite, secondo miglior marcatore stagionale della squadra. Nell'Allsvenskan 2022 ha giocato 23 partite segnando 6 gol. A fine stagione la dirigenza ha deciso di non rinnovare il suo contratto in scadenza. Nel corso delle sue tre parentesi all'AIK, Bahoui ha disputato complessivamente 181 partite ufficiali tra campionato e coppe, segnando 67 reti e piazzandosi al decimo posto nella classifica di tutti i tempi per numero di gol ufficiali nel club.
Svincolato, nel febbraio 2023 ha firmato un contratto valido fino al termine della stagione con il Qatar SC.
Nel settembre 2023 si è legato agli iraniani del Persepolis, club che ha lasciato nel febbraio 2024, affermando in seguito di non aver mai ricevuto alcuno stipendio.
Il 25 marzo 2025 è tornato ufficialmente ad essere un giocatore del Brommapojkarna nel campionato di Allsvenskan.

### Nazionale
Bahoui ha fatto il suo esordio con la Nazionale maggiore svedese nel gennaio 2014, in occasione di due amichevoli disputate ad Abu Dhabi contro Moldavia e Islanda.